# Aulactinia marplatensis
Aulactinia marplatensis is een zeeanemonensoort uit de familie Actiniidae. De anemoon komt uit het geslacht Aulactinia. Aulactinia marplatensis werd in 1977 voor het eerst wetenschappelijk beschreven door Zamponi. 